# Bleacher Bums (film 1979)
Bleacher Bums è un film-documentario tratto dall'opera teatrale con lo stesso titolo scritta da membri della Organic Theatre Company di Chicago, da un'idea dell'attore Joe Mantegna. Il film è una registrazione del 1979 effettuata dall'emittente televisiva PBS si una rappresentazione teatrale. È la prima esperienza da regista di Stuart Gordon.
Nel 2002 è stato prodotto anche un adattamento per la TV.